# Ojo de Ra

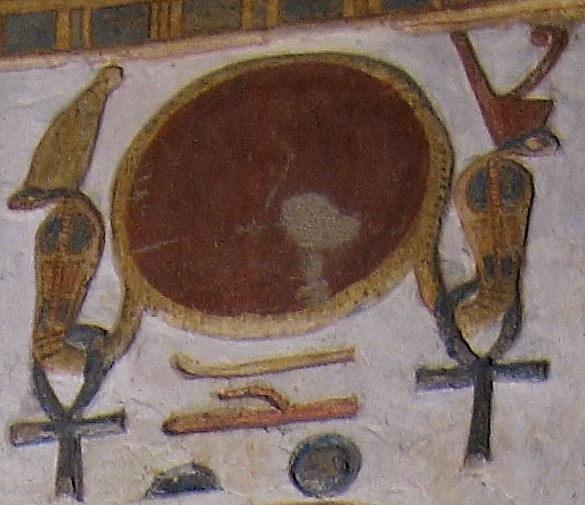
El Ojo de Ra puede ser equiparado con el disco del sol, con las cobras alrededor de él y con las coronas blancas y rojas del Alto y Bajo Egipto.

El Ojo de Ra es un ente de la antigua mitología egipcia que representa la contraparte del dios Ra, además de una violenta fuerza que somete a sus enemigos. El Ojo es una extensión del poder de Ra, asociada con el disco del sol, pero también puede comportarse como una entidad independiente, la cual puede ser personificada por una amplia variedad de diosas egipcias, incluyendo a Hathor, Sekhmet, Bastet, Mut, Pajet, Uadyet, Sotis, Menhit y Mehit. La diosa del Ojo actúa como madre, hermana, compañera e hija del dios del Sol. Ella es su socia en el ciclo en el que engendra la forma renovada de sí mismo y nace al amanecer. El aspecto violento del Ojo defiende a Ra de cualquier agente o desorden que amenaza a su gobierno. El aspecto peligroso de la diosa del Ojo es casi siempre representado por una leona, un uraeus o una cobra, los cuales son símbolos de protección y autoridad real. El Ojo de Ra es similar al Ojo de Horus, el cual pertenece a un dios distinto, Horus, pero representa varios conceptos similares. Los efectos desastrosos que pasan cuando la diosa del Ojo pierde el control y los dioses tratan de regresarla a la calma, son un punto clave en la mitología egipcia. 
El Ojo de Ra estuvo involucrado en varias áreas de la antigua religión egipcia, incluyendo los cultos de muchas diosas que estaban asociadas con ella. Su poder de dar vida fue celebrado haciendo rituales en templos, y su aspecto peligroso era utilizado para proteger al faraón, lugares sagrados y personas ordinarias en sus casas.

## Roles

### Solar
Los egipcios comúnmente se referían al sol y a la luna como "ojos" de dioses particulares. El ojo derecho era del dios Ra, el cual era comparado con el sol, mientras que el ojo izquierdo era comparado con la luna. Mucho tiempo los egipcios llamaron al ojo de la luna el "Ojo de Horus", un concepto con su propia complejidad mitológica y simbólica,  llamaron al ojo del sol "El Ojo de Ra", siendo Ra el dios preeminente del sol en la antigua religión egipcia. Aun así, conforme a las creencias egipcias, muchos términos y conceptos son fluidos, por lo que el sol también puede llamarse "El Ojo de Horus".
El emblema de disco amarillo o rojo en el arte egipcio, representa El Ojo de Ra. Debido a la gran importancia del sol en la religión egipcia, este emblema es superior a muchos símbolos religiosos del arte egipcio. Aunque ciertos egiptólogos usualmente lo llamen "disco del sol", su figura convexa, en la escultura egipcia en relieve, sugiere que los egipcios probablemente habían planeado una esfera.
El emblema casi siempre aparece por encima de los dioses asociados a deidades solares, incluyendo al mismo Ra, para indicar sus vínculos con el sol. También, el disco por sí solo puede referirse a la forma física de Ra. En otros tiempo, el dios del sol era representado dentro de la figura del disco. Comúnmente los egipcios describen el movimiento del sol, a través del cielo, como un barco que carga a Ra y a su séquito de dioses, siendo el disco la representación de la barca. También, el disco es comúnmente llamado la hija de Ra en algunos textos egipcios.
Como el sol, el Ojo de Ra es una fuente de calor y luz y se asocia con fuego y llamas. También se compara con luz roja que aparece antes del amanecer y con la estrella de la mañana que precede y marca la llegada del sol.

### Procreador
Los ojos de las deidades egipcias, aunque sean aspectos del poder de los dioses que los poseen, a veces toman roles activos en la mitología, posiblemente porque la palabra "ojo", jrt en egipcio, representa también la palabra "hacer" o "actuar". La presencia del sufijo femenino -t en jrt puede explicar por qué estos ojos independientes eran pensado como femenino. El Ojo de Ra, en particular, está profundamente incluido en las acciones creadoras del dios del sol.
En la mitología egipcia, que el sol emerja del horizonte cada mañana, representa el nacimiento de Ra, un evento que lo revitaliza y también al orden del cosmos. Ra emerge del cuerpo de una diosa que representa el cielo, usualmente Nut. Representaciones del solo saliendo por lo general muestran a Ra como un niño dentro de un disco solar. En este contexto, la egiptóloga Lana Troy sugiere que el disco representa la placenta de la cual emerge. El Ojo de Ra también puede tomar la forma de una diosa; según Troy, es ambos, la madre que trae a Ra de su vientre y una hermana que nace junto a él como la placenta. Alguna vez se dijo que Ra entraba al cuerpo de la diosa del cielo al atardecer, impregnándola y estableciendo la etapa de su renacimiento al amanecer. En consecuencia, el Ojo, como vientre y madre de Ra niño es también la forma adulta de Ra. El Ra adulto, también es el padre del Ojo que nace al amanecer. El Ojo es entonces una forma femenina del poder masculino y creador de Ra. Se trata de una tendencia egipcia para expresar la creación y renovación a través de la reproducción sexual; Ra da luz a su hija, el Ojo, quien de regreso lo vuelve a dar a luz, siendo primero su hijo y después su padre, Ra, quien la vuelve a dar a luz, representando así una constante regeneración.
Ra no es único en su relación con el Ojo. Otros dioses solares interactúan de forma similar con numerosas diosas asociadas al Ojo. Hathor, diosa del cielo, el sol y la fertilidad, comúnmente llamada Ojo de Ra, también tiene una relación con Horus, que también mantiene conexiones con el sol, lo cual es similar a la relación entre Ra y el Ojo. Hathor puede ser llamada "El Ojo de Horus", una de las muchas maneras en que las distinciones entre ambos ojos son borrosas. El ojo también puede actuar como una extensión del acompañante de Atum, un dios creador fuertemente asociado con Ra. A veces este ojo es llamado el Ojo de Atum, aunque en otras ocasiones el Ojo de Ra y el Ojo de Atum son diferentes, siendo el Ojo de Ra del sol y el Ojo de Atum de la luna.

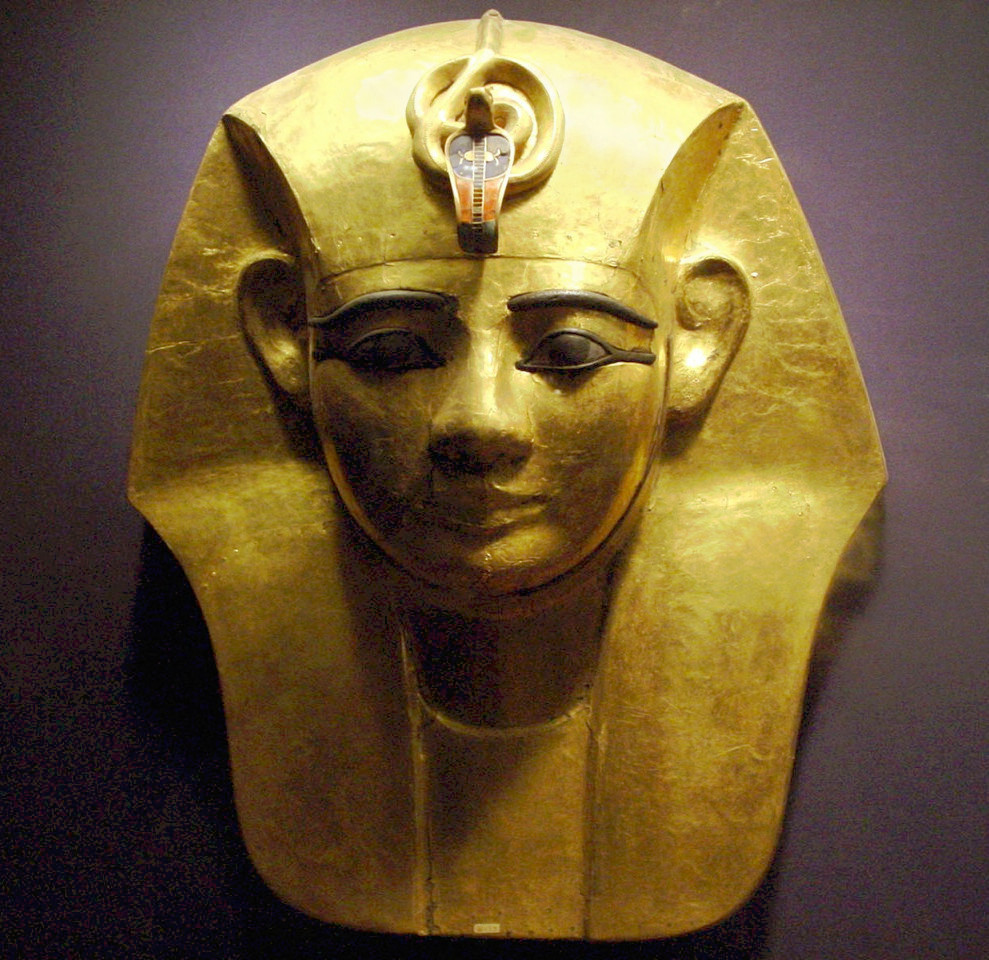
El uraeus en el tocado real de Amenemope

Un mito acerca del Ojo, conocido a partir de alusiones de los textos en los sarcófagos del Imperio Medio (c. 2055-1650 aC) y una versión más completa conocida partir del Papiro Bremner-Rhind del Período Tardío (664-332 a. C.), demuestra la fuerte conexión del Ojo con Ra y Atum, pero también su habilidad para actuar de manera independiente. El mito toma lugar ante de la creación del mundo, cuando el creador solar, siendo Ra o Atum, estaba solo. Shu y Tefnut, los hijos de este dios creador, se habían alejado de él en las aguas de Nu generando un caos que lo lleva a mandar al Ojo para encontrarlos El Ojo regresa con Shu y Tefnut pero esta furioso al ver que el su creador ha creado un nuevo ojo que ha tomado su lugar. El dios creador lo calma al darle una elevada posición, en su frente, en la forma de uraeus, la cobra emblemática que aparece frecuentemente en el arte egipcio, particularmente en las coronas reales. La ecuación del Ojo con el uraeus y la corona, resalta el rol del Ojo como acompañante de Ra y el faraón, con el que Ra está relacionado. Con el regreso de Shu y Tefnut, el dios creador deber derramar lágrimas, ya sea de felicidad por el regreso de sus hijos o por el estrés de la ira del Ojo, ya que estas lágrimas darían lugar a los primeros humanos. En una variante de la historia, es el Ojo es que derrama las lágrima, por lo que el Ojo se convierte en el progenitor de la raza humana.
Las lágrimas del Ojo de Ra son parte de una conexión más general entre el Ojo y la humedad. Además de representar la estrella de la mañana, el Ojo también puede ser comparado con la estrella Sothis (Sirius). Cada verano, al inicio del año egipcio, el levantamiento de Sothis, la cual se eleva sobre el horizonte justo antes del sol anunciando el inicio de la inundación del Nilo, riega y fertiliza todos los cultivos de Egipto. Por lo tanto, el Ojo de Ra precede y representa las inundaciones que restauran la fertilidad de todo Egipto.

### Agresivo y protector
El Ojo de Ra también representa el aspecto destructivo del poder de Ra: el calor del sol, que en Egipto puede llegar a ser tan severo como para que se lo compare con las flechas disparadas por un dios para destruir a sus enemigos. El uraeus es un símbolo lógico para este peligroso poder. En el arte, la imagen del sol como disco, normalmente incluye uno o dos uraei alrededor de él. El uraeus solar representa al Ojo como una fuerza peligrosa que encierra al dios del sol y lo cuida de sus enemigos al escupir flamas como si fueran veneno. A veces se utilizan para rodear a la barca, llamados "Hathor de las Cuatro Caras", los cuales representan la vigilancia del Ojo en todas las direcciones.
Los enemigos de Ra representan las fuerzas del caos, las cuales amenazan al maat, el orden cósmico que él crea. Incluye a ambos, los humanos que esparcen desorden y poderes cósmicos como Apep, la reencarnación del caos, que Ra, junto con su séquito de dioses, combate cada noche. La mirada malévola del Ojo de Apep es un arma potente contra Ra y el Ojo de Ra es un de pocos poderes que puede contraatacarlo. Algunos pasaje, no muy claro, de los textos de los sarcófagos, sugieren que Apep era capaz de lastimar el ojo perdido de Ra durante combate. En otros textos, el aliento de fuego del Ojo ayuda a la destrucción de Apep. Esta función apotropaica del Ojo de Ra es otro punto en común con el Ojo de Horus, que se cree que también actuaba para alejar el mal.
Las agresiones del Ojo pueden extenderse a deidades que, a diferencia de Apep, no son reconocidas como malas. Evidencia de textos funerarios sugieren que al amanecer Ra se tragaba a una multitud de dioses comparado con las estrellas, las cuales desaparecen al amanecer y reaparecen al atardecer. Al hacer esto, absorbía los poderes de los dioses, con lo que renovaba su propia vitalidad antes de escupirlos fueron cada noche. El Ojo solar ayudaba a sacrificar a los dioses para que Ra se los comiera. La luz roja del amanecer simboliza la sangre producida por este sacrificio.
En el mito llamado la Destrucción de la Humanidad, relacionado con el Libro de la Vaca Sagrada de Reino Unido (c. 1550-1070 a. C.), Ra utiliza al ojo como un arma en contra de los humanos que se rebelan contra su autoridad. Manda al Ojo, Hathor, en su manifestación agresiva como un diosa leona, Sekhmet, para masacrarlos. Lo hace, pero tras su primer día de alboroto, Ra decide prevenirla de matar a la humanidad y ordena que se tiña la cerveza de rojo y se derrame sobre la tierra. La diosa del Ojo bebe la cerveza al confundirla con la sangre y en su estado de ebriedad regresa con Ra sin darse cuenta de si había víctimas, pues durante su embriaguez regresa a un estado tranquilo. Nadine Guilhou sugiere que el alboroto del ojo representa al calor y contagio de la enfermedad del verano egipcio y en particular a los días epagomenales antes de año nuevo, los cuales se consideran de mala suerte. La cerveza roja se puede referir como el limo rojo que acompaña a la posterior inundación del Nilo, que se cree que acabaría con un cao.
La naturaleza volátil del Ojo solar puede ser difícil de controlar, incluso para su amo. En el mito de "Diosas Distantes", la diosa del Ojo se enoja con Ra y huye de él. En algunas de las versiones, la causa de su enojo puede ser su reemplazo por un ojo nuevo tras haber ido a buscar a Shu y Tefnut, pero en otros mitos, se cree que su rebeldía toma lugar ya que el mundo está totalmente creado. Dimitri Meeks y Christine Favard-Meeks interpretan estos eventos como la reacción del Ojo al ser engañada por Ra tras la masacre de la humanidad, mientras que Carolyn Graves-Brown lo ve como una elaboración posterior del mito relatado en el Libro de la Vaca Celestial. Sin el Ojo Solar, Ra es vulnerable ante sus enemigos y carente de una gran parte de su poder. La ausencia del Ojo de Ra y la debilidad de Ra pueden ser una referencia mitológica a los eclipses solares. Esto ocurre en varios mitos egipcios, en los cuales el Ojo de un dios se pierde y se reemplaza con la ayuda de otra deidad. Un ejemplo está en el Ojo de Horus, el cual, en el mito de Osiris, se desgarra y debe regresar y sanar para que Horus pueda recuperar su fuerza.
Mientras que el Ojo aguarda en una tierra distante, Nubia, Libia o Punt. Ella toma la forma de un felino salvaje, peligroso e incontrolado, representando a las fuerzas del caos que está destinada a someter. Para restaurar el orden, uno de los dioses va a recuperarla. En una versión, conocida como ilusiones perdidas, el dios guerrero Anhur, utilizando sus habilidades de cazador, busca al Ojo, quien toma la forma de la diosa Mehit. En otras versiones, es Shu quien busca a Tefnut, que en este caso representa al Ojo, siendo una deidad independiente. Thoth, quien normalmente sirve de mensajero y conciliador en el panteón egipcio, también puede buscar a la diosa desaparecida. Su rol de recuperar al Ojo de Ra es similar al rol que tiene en el mito de Osiris, en el que sana al Ojo perdido de Horus. Períodos más tarde, en el papiro "El Mito del Ojo del Sol", Thoth convence al Ojo de Ra de regresar con una combinación de lecturas e historias. Sus esfuerzos no son del todo exitosos; en un punto, la diosa está tan enojada por las palabras de Thoth que se transforma de un felino relativamente inofensivo a un león que escupe fuego, haciendo que Thoth salte.
Cuando la diosa es finalmente calmada, el dios que la recupera, la escolta de regreso a Egipto. Su regreso marca el inicio de la inundación y un año nuevo. La deidad pacífica del Ojo es de nuevo la consorte procreadora del dios del Sol, o en otras versiones, para el dios que la trae de vuelta. Mehit se convierte en la consorte de Anthur, Tefnut se queda con Shu y la esposa de Thot es, a veces, Nehmetawy, una diosa menor asociada con la forma pacífica del Ojo. En muchos casos, la diosa del Ojo y su consorte dan a luz a un niño divino que se convierte en el nuevo dios del sol. La transformación de la diosa de la hostilidad a la paz es clave en el renacimiento del dios del sol y la monarquía que representa.
La naturaleza dual de la diosa del Ojo muestra que, como Graves-Brown menciona, «los egipcios vieron una naturaleza doble a la feminidad, que incluye a ambas, las pasiones de la furia y el amor». Esta misma idea de la feminidad, se encuentra en textos que describen a las mujeres como la Instrucción de Ankheshong, que dice que la esposa de un hombre es como un gato cuando está feliz y como un león cuando no lo está.

## Manifestaciones

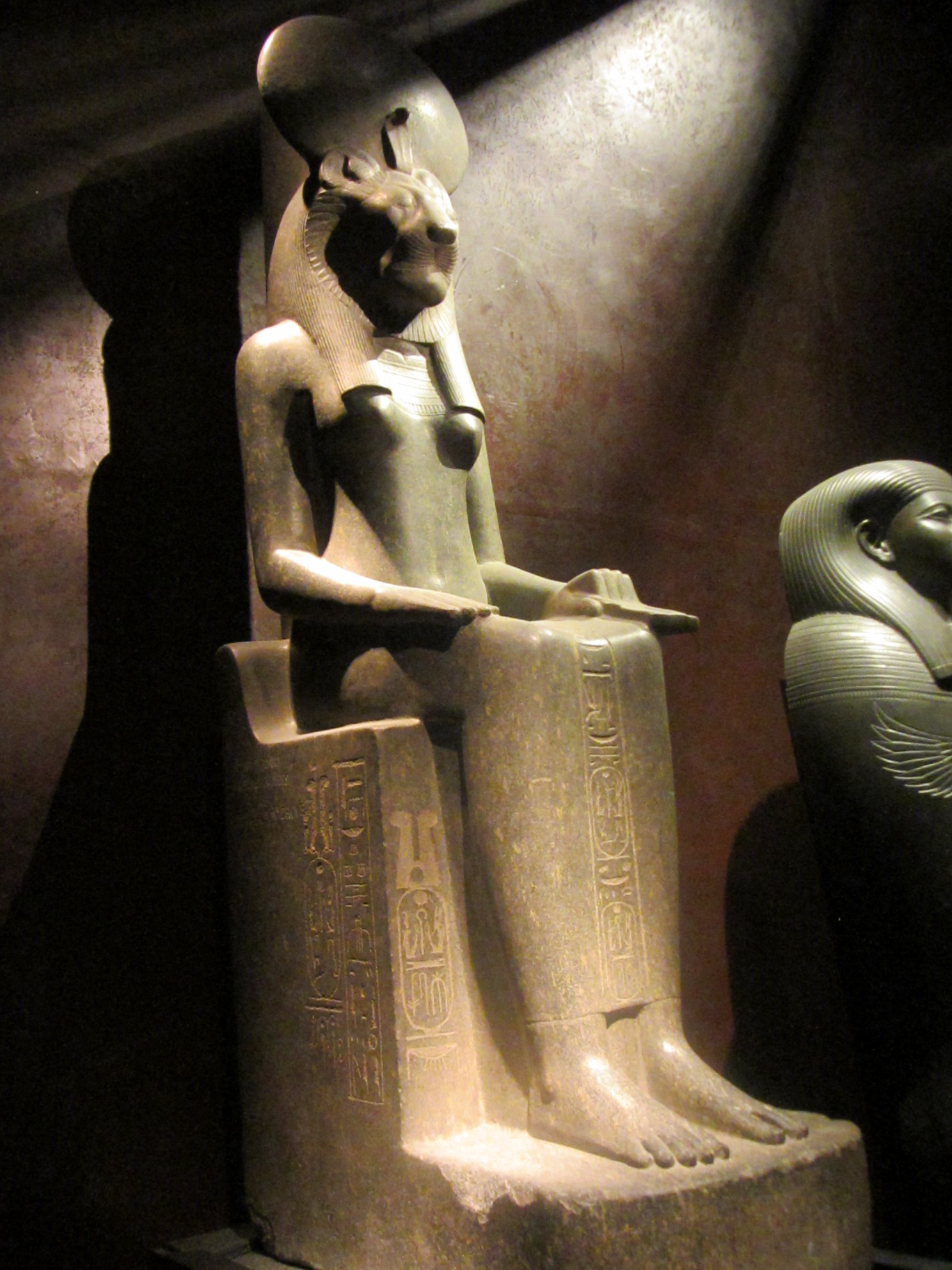
Sekhmet como mujer con cabeza de leona, usando el disco solar y el uraeus.

Las características del Ojo de Ra eran una parte importante de la concepción egipcia de la divinidad femenina en general y el Ojo era comparado con varias diosas, desde deidades prominentes como Hathor hasta oscuras como Mestjet, una diosa leona que sólo aparece en una inscripción conocida.
Los egipcios asociaron a varios dioses que tomaban forma felina con el sol, así como varias deidades de leonas como Sekhmet, Menhit y Tefnut eran asociadas con el Ojo. Bastet era representada como una gata domesticada o una leona y con estas dos forma podía representar ambos aspectos del Ojo, el lado pacífico y el violento. Otra diosa del Ojo solar era Mut, la consorte del dios Amón, quien está asociado con Ra. En la monarquía tardía, Mut primero fue llamado el Ojo de Ra y los aspectos de su personaje relacionados con el Ojo crecían de manera prominente al paso del tiempo. Mut, también podía aparecer de ambas formas, una gata o una leona.
También, las diosas cobras representaban al Ojo y entre ellas estaba Uadyet, una deidad tutelar del bajo Egipto que estaba muy asociada con las coronas reales y la protección del rey. Otras diosas cobra asociadas con el sol incluyen, a la deidad de la fertilidad, Renenutet, la diosa maga Urethekau y Meretsgeger, el protector divino de los cementerios cercanos de la ciudad de Tebas.
Las deidades asociadas con el Ojo no estaban restringidas únicamente a formas felinas, de serpiente o cobra. Hathor, usualmente tomaba forma de vaca, así como lo hacía la diosa Mehet-Weret. Nejbet, una diosa buitre, estaba estrechamente relacionada con Wadjet, el Ojo, y las coronas de Egipto. Varias diosas del Ojo, toman la forma de humano, incluyendo a Neith, una deidad bélica que se creía que era la madre del dios del sol, así como Satet y Anuket, que estaban relacionadas con las cataratas del Nilo y su inundación. Otras diosas similares incluían a Sothis, la forma adorada de estrella con el mismo nombre, así como Maat, la personificación del orden del cosmos, quien estaba conectada con el Ojo porque se creía que era la hija de Ra. Incluso Isis, quien usualmente era la acompañante de Osiris en lugar de Ra, o Astarté, una deidad de la fertilidad y la guerra que fue traída de Canna más que de Egipto, la cual podía ser comparada con el Ojo solar.
Frecuentemente dos diosas relacionado con el Ojo, apareen juntas representando distintos aspectos del Ojo. Las deidades yuxtapuestas generalmente representa las dos partes del Ojo, la procreadora y la agresiva; por ejemplo, el caso de Hatthor y Sekhmet. Wadjet y Nejbet pueden referirse al Bajo y Alto Egipto, respectivamente, junto con la Corona Roja y la Corona Blanca que representan las dos tierras. De forma similar, Mut, cuyo principal centro de culto estaba en Tebas, a veces servía al alto Egipto y como contraparte de Sekhmet, quien era adorado en Memphis del bajo Egipto.
Estas diosas y sus íconos, se mezclaban con frecuencia. Muchas combinaciones como Hathor-Tefnut, Mut-Sekhmet, y Bastet-Sothis aparecen en textos egipcios. Wadjet a veces se representaba con un león en lugar de una cobra y Nejbet podía ser su contraparte al tomar la forma de la cobra y todas estas diosas usaban un disco solar sobre sus cabezas, a veces con la adición de un uraeus o los cuernos de vaca que usualmente usaba Hathor. Empezando el Imperio Medio, el jeroglífico de un uraeus podía ser usado como logograma o determinativo para la palabra "diosa" en cualquier contexto, ya que virtualmente cualquier diosa puede estar asociada con el complejo set de atributos del Ojo.

## Culto
El Ojo de Ra fue invocado en varias áreas de la religión egipcia, así como su mitología fue incorporada al culto de varias diosas asociadas con él.
El vuelo del Ojo a Egipto y de regreso era una característica común del ritual del templo en los períodos Ptolemaico y Romano (305 aC-390 d. C.), cuando llega la inundación del Nilo y con esto un año nuevo, se celebra el regreso del Ojo después de su desaparición en tierras lejanas. Los egipcios construyeron santuarios a lo largo del río con imágenes de animales y enanos regocijados por la llegada de la diosa. Los estudiantes no saben que tan bien desarrollado está el mito, ya que los rituales se hacía en épocas anteriores. Uno de los ejemplos más antiguos es el del regreso de Mut al templo de Tebas, que fue celebrado anualmente en el Imperio Nuevo. En el templo de Montu en Medamud, en un festival que se llevaba a cado a finales del Imperio Medio, era la consorte de Montu, Rattaui, la asociada con Hathor y el Ojo de Ra. El regreso de esta diosa del Ojo, en una forma fértil, sentó las bases para su posterior matrimonio con Montu y el nacimiento de su hijo mitológico, una forma de Horus. El festival de año nuevo del templo celebró su regreso con bebida y baile, mostrando un lado pacífico de la diosa. En otras ciudades, dos diosas eran adoradas como las formas beligerantes y pacíficas del Ojo, como el caso de Ayet y Nehemtawa en Heracleópolis o Satet y Anuket en Asuán.
En otro ritual del templo, el faraón desempeñaba un juego ceremonial en honor a los ojos de las diosas Hathor, Sekhmet, y Tefnut, en la que se golpeaba una pelota que simbolizaba el ojo de Apep con un club hecho de un tipo de madera que se decía que había surgido desde el Ojo de Ra. El ritual representa, de una forma lúdica, la batalla del Ojo de Ra con su mayor enemigo.

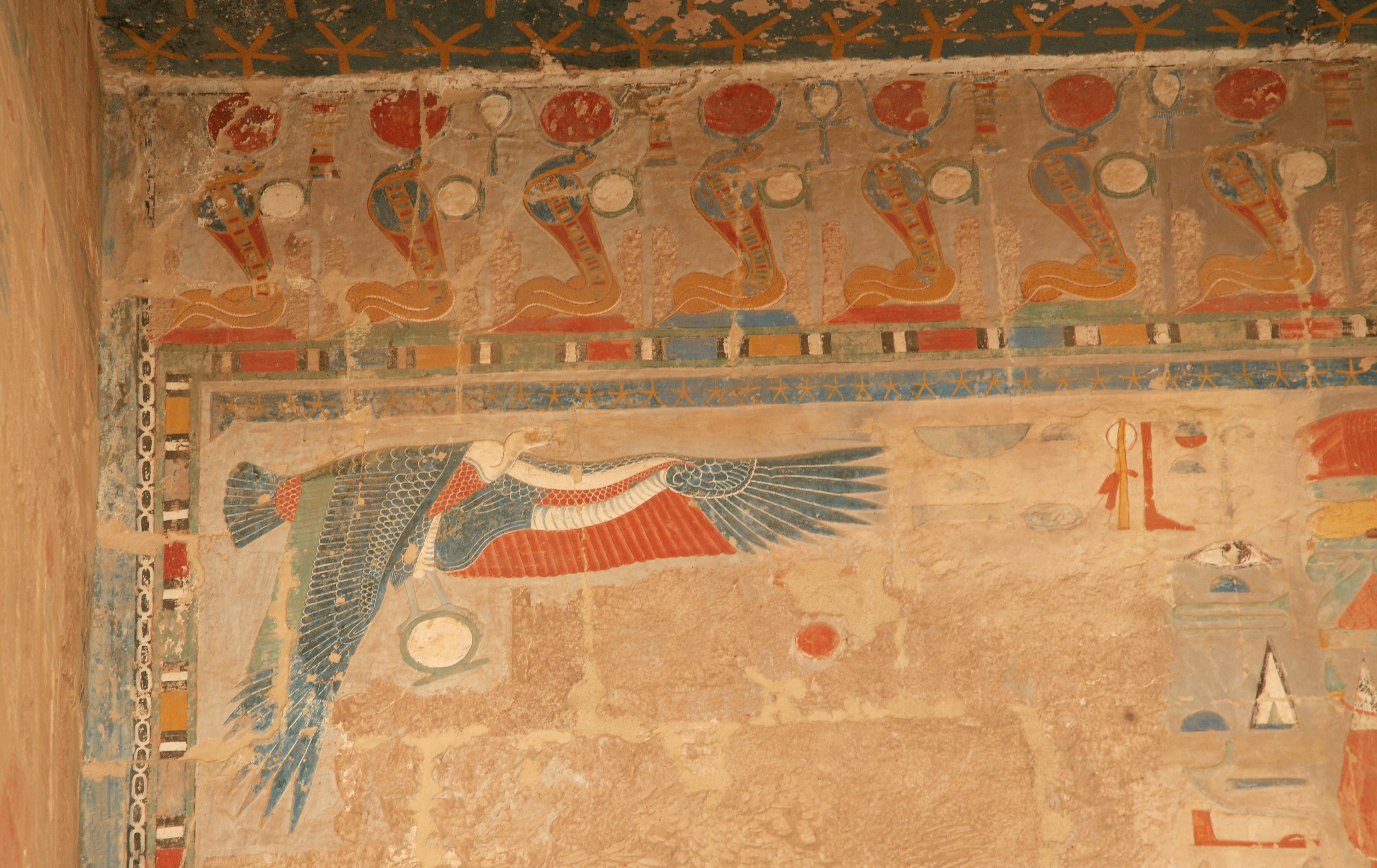
Friso del uraei con discos solares en la parte alta de la pared del Templo funerario de Hatshepsut.

El concepto del Ojo solar como madre, consorte e hija de un dios fue incorporado en la ideología real. Los faraones tomaban el rol de Ra y sus consortes tomaban el papel del Ojo, junto con las diosas asociadas con él. Los discos del sol y uraei fueron utilizados en los tocados de las reinas durante el Imperio Nuevo, creando un lazo mitológico. Las sacerdotisas que actuaban como "esposas" ceremoniales de un dios en particular durante el Tercer Período Intermedio (c. 1059-653 a. C.), como la esposa del dios Amun, tenían una relación similar a la de los dioses que servían. Amenhotep III incluso dedicó un templo en Sedeinga, Nubia para su esposa Tiye, considerándola una manifestación del Ojo de Ra, en paralelo el templo de propio Amenhotep, en el cercano Soleb.
La forma violenta del Ojo también fue invocada en rituales y símbolos religiosos como agente de protección. El uraeus, usado en tocados reales, hace referencia al rol de la diosa del Ojo como protectora de dioses y reyes. Por razones similares, uraei aparecen en filas encima de santuarios y otras estructuras, rodeando y simbólicamente protegiéndolos contra poderes hostiles. En muchos templos se hacían rituales para llamar a la diosa del Ojo para que protegiera al templo y a su deidad. Por lo general, los textos de dichos rituales mencionan a 4 uraei defensivas. Estos uraei son identificados con varias combinaciones de diosas asociadas con el Ojo, pero también pueden verse como manifestaciones de "Hathor de las Cuatro Caras", cuya protección de la barca solar se extiende en estos rituales a lugares específicos en la tierra.
El Ojo de Ra también puso haber sido invocado para defender a personas ordinarias. Algunos amuletos apotropaicos con la forma del Ojo de Horus y la figura de la diosa del otro lado. Estos amuletos son una clase de alusión a la conexión entre el Ojo de Horus y Ra, invocando así su poder para una protección personal. Además, ciertos hechizos del Imperio Nuevo involucran el poner figuras de barro de uraei alrededor de una casa o una habitación, invocando así a la protección del uraeus del sol como lo hacían en los rituales de los templos. Estos uraei ayudaban a proteger contra espíritus malignos que causaban las pesadillas de enemigos dentro de la casa. El hechizo decía que las figuras tenías "fuego en sus bocas". Estas figuras se han encontrado en restos de tierras egipcias muy antiguas y contienen vasijas frente a sus bocas para colocar la gasolina y prenderle fuego. Sea literal o metafóricamente, el fuego en la boca de las cobras, como la flama que escupe el Ojo de Ra, tenía como objetivo disipar la noche oscura y quemar a las criaturas peligrosas.
La importancia del Ojo se extiende a la vida después de la muerte. Algunos textos de funerarias egipcias asocian almas en pena con Ra a través de las noches en el Duat, el reino de los muertos y su renacimiento al amanecer. En estos textos el Ojo y sus varias manifestaciones por lo general aparecen protegiendo y dando luz a los fallecidos como lo hacen para Ra.
Un hechizo en los textos de los sarcófagos, afirma que Bastet, como el Ojo, ilumina al Duat como a una antorcha, permitiendo a los fallecidos pasar con seguridad al más allá.